# Macapta holophaea
Macapta holophaea är en fjärilsart som beskrevs av Druce 1908. Macapta holophaea ingår i släktet Macapta och familjen nattflyn. Inga underarter finns listade i Catalogue of Life.